# 水源池通

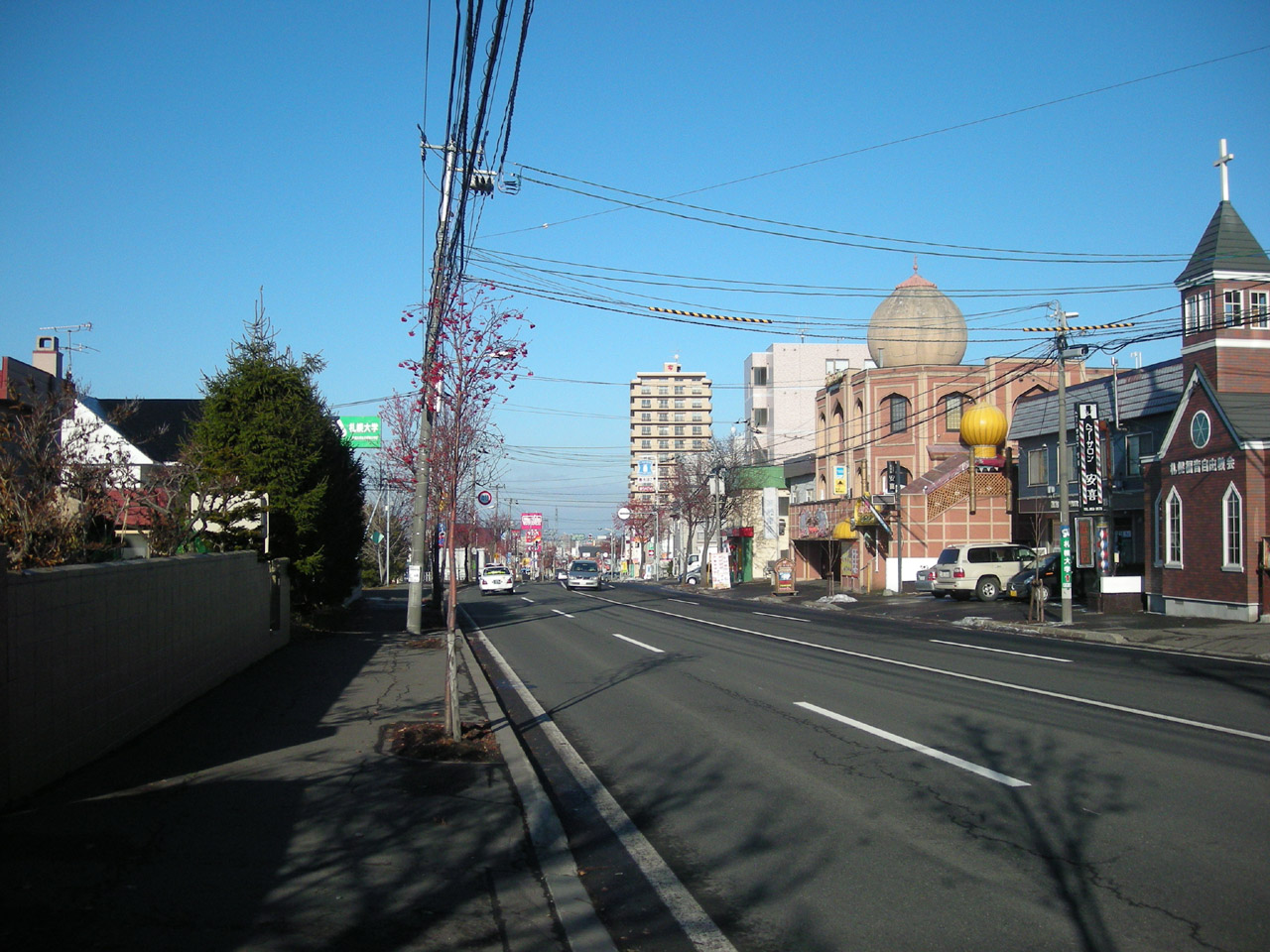
水源池通

水源池通（すいげんちどおり）は、札幌市白石区から同市豊平区を経て、同市南区に至る札幌圏都市計画道路である。

## 概要
- 起点：札幌市白石区北郷4条7丁目（厚別通交点）
- 終点：札幌市南区真駒内（五輪通交点）
- 終点付近は未整備である。
- 西岡4条9丁目から西岡4条12丁目までは北海道道82号西野真駒内清田線の一部に指定されている。

## 地理
- 起点から南西に向かい、国道12号、南郷通、国道36号といった市中心部から放射状に延びる幹線道路と交差しながら進む。豊平区月寒西2条8丁目で左折し、西岡の中心街を抜け、豊平区西岡4条14丁目に至る。通り名の由来となった西岡水源池はここを左折した先にあるが、都市計画道路としての水源池通はここを右折し、南区澄川の住宅地の外縁を通る。この辺りはカーブ、勾配ともかなり急な山道である。精進川を渡った先で右にカーブし、札幌市営地下鉄南北線の南車両基地付近で五輪通と接続し終点となるが、精進川を渡る地点より先は未整備である。（現在も都市計画上のルートの近くを通る道路はあるが、五輪通の下をくぐる形となっており直接は接続していない）

## 主な接続道路
- 厚別通
- 北海道道864号大麻東雁来線（北13条北郷通）
- 平和通
- 国道12号（札幌江別通）
- 本郷通
- 北海道道3号札幌夕張線（南郷通）
- 東北通
- 北野通
- 国道36号（月寒通）
- 北海道道453号西野白石線（白石藻岩通）
- 主要市道9903号羊ケ丘線（羊ケ丘通）
- 北海道道82号西野真駒内清田線（合流、福住桑園通）
- 北海道道82号西野真駒内清田線（分岐、五輪通）
- 澄川通
- 北海道道82号西野真駒内清田線（五輪通）

## 周辺
- 道央自動車道北郷IC
- JR北海道白石駅
- 札幌市立柏丘中学校
- 札幌市立本通小学校
- 札幌市立白石中学校
- 札幌市営地下鉄南郷7丁目駅
- 札幌市月寒体育館
- 札幌市月寒屋外競技場
- 札幌市営地下鉄月寒中央駅
- 札幌第一高等学校
- 札幌市立月寒小学校
- アンパン道路
- 札幌市立南月寒小学校
- 札幌市立西岡北小学校
- 札幌大学
- 札幌大学女子短期大学部
- 札幌市立西岡北中学校
- 札幌市立西岡小学校
- 札幌市立西岡中学校
- 札幌市立西岡南小学校
- 西岡公園
  - 西岡水源池
- 札幌市立澄川南小学校
- 北海道真駒内養護学校
- 札幌市交通局高速電車南車両基地真駒内工場